# Shaye Anderson
Shaye Anderson (né en 1974 ou 1975) est un homme politique canadien, ministre des Affaires municipales au sein du gouvernement de Rachel Notley de 2017 à 2019.
De 2015 à 2019, il est membre de l'Assemblée législative de l'Alberta représentant la circonscription de Leduc-Beaumont en tant que membre du Nouveau Parti démocratique de l'Alberta.